# Gummifisch

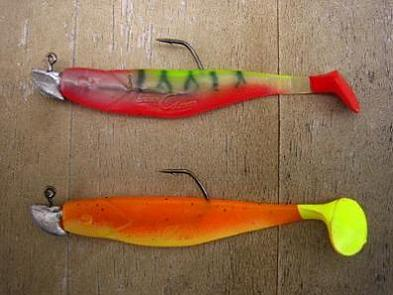
Zwei mit Jigköpfen ausgestattete Gummifische

Ein Gummifisch ist ein aus Gummi oder Weichplastik hergestellter Kunstköder, der beim Angeln zum Fang von Raubfischen verwendet wird. Das Angeln mit Gummifischen ist Teil des Spinnfischens, bei dem der Köder nach dem Auswerfen erst durch aktive Bewegungen des Anglers seine Fängigkeit erhält, statt wie beim Ansitzangeln passiv im Wasser präsentiert zu werden. Die beim Angeln mit Gummifischen üblichste Methode erfordert eine spezielle Köderführung, bei der der Köder in hüpfenden Bewegungen über den Gewässergrund geführt wird, und die als Jiggen bzw. Jigging (von englisch to jig „hüpfen, wackeln“) bezeichnet wird.
Neben der Bezeichnung Gummifisch hat sich im deutschsprachigen Raum auch der Scheinanglizismus Shad (englische Bezeichnung für eine Gattung von Heringsartigen) eingebürgert. Im englischsprachigen Raum selbst hingegen werden Gummifische im Allgemeinen lediglich als Soft lures bzw. Soft plastic lures bezeichnet.

## Funktionsweise

Die Funktionsweise grafisch veranschaulicht

Als Gummifisch im engeren Sinne bezeichnet man lediglich den eigentlichen, aus Gummi bzw. Weichplastik bestehenden, Köder, der in Form und Größe einem Beutefisch ähnelt. Für die Verwendung beim Jiggen muss ein Gummifisch allerdings auf einen langschenkligen Angelhaken aufgezogen werden, der mit einem Bleigewicht versehen ist. Auf diesen Haken wird der Gummifisch so aufgezogen, dass die Hakenspitze aus dem „Rücken“ des Gummifisches herausschaut, während das Bleigewicht unmittelbar am „Maul“ sitzt. Diese bebleiten Haken werden als Jigköpfe bezeichnet.
Die Kombination aus Jigkopf und Gummifisch ermöglicht die für das Jiggen typische Köderführung, bei der der Angler den Gummifisch mithilfe seiner Angelrute oder Angelrolle durch eine zügige Bewegung vom Gewässergrund abheben lässt. Nach Beendigung der Bewegung sinkt der Gummifisch aufgrund des Bleigewichtes zurück auf den Grund, woraufhin der Bewegungsablauf wiederholt wird. Dadurch entsteht der Eindruck eines über den Gewässergrund „hüpfenden“ Kleinfisches, der dem Raubfisch eine lohnende Beute vorgaukeln soll.
Üblicherweise haben Gummifische statt einer realistisch nachgebildeten Schwanzflosse einen flachen und scheibenförmigen Schaufelschwanz, der in einem schrägen Winkel vom Körper des Gummifisches absteht. Dieser Schaufelschwanz erzeugt beim Jiggen aufgrund des Wasserwiderstandes eine vibrierende bzw. wedelnde Bewegung, deren Druckwellen das Seitenlinienorgan der Raubfische zusätzlich reizen sollen.

## Wirkung auf Raubfische

Die Funktionsweise grafisch veranschaulicht

Wie ein Gummifisch auf die Räuber wirkt, kann durch die Analyse der ausgeübten Kraft und ihre Wirkung verdeutlicht werden: Während ein Fisch nur dann vorwärts schwimmen kann, wenn er mit dem Schwanz wedelt, ist es bei einem Gummifisch anders – hier wedelt ein Köder mit dem Schwanz nur dann, wenn er vorwärts gezogen wird. Bei einem echten Beutefisch ist die Energiequelle sein Schwanz. Druckwellen, die von ihm ausgehen, bestimmen seine Vorwärtsbewegung. Bei einem Gummifisch hingegen befindet sich die Energiequelle im Kopfbereich. Seine Bewegungen sind dadurch etwas anders koordiniert als bei einem echten Beutefisch. Aus diesem Grund beißt bei weitem nicht jeder Raubfisch sofort auf einen vorbei ziehenden Gummiköder.

## Technischer Fortschritt bei der Gummifischproduktion
Wie bei allen alltäglichen Gebrauchsgegenständen macht der technische Fortschritt auch vor Gummifischen nicht halt. So wurden den Anglern von den großen Herstellern in den vergangenen Jahren immer raffiniertere Entwicklungen vorgestellt. Vorreiter sind hier ganz besonders Gummiköderproduzenten aus Japan. Beschränkten sich diese Neuerungen zunächst auf das Hinzufügen von Aromastoffen und diverser Salze in der Gummimischung, so werden auch immer mehr komplexe Reizelemente, wie man sie vom Wobbler kennt, auf die Gummifische übertragen. Inzwischen gibt es Gummifische mit halbdurchsichtigem Körper, in deren Inneren reflektierende Folien verbaut werden. Ähnlich wie die häufig benutzten Glitzerpartikel, auch „Flakes“ genannt, sollen diese das ins Wasser einfallende Licht besonders realistisch und als eine Art Aufblitzen der Flanken eines flüchtenden Beutefischs imitieren. So soll bei den Raubfischen ein zusätzlicher, natürlicher Jagdreflex angesprochen werden.
Einige kleinere Händler und Hersteller sind inzwischen sogar dazu übergegangen, natürliche Beutefische mit Hilfe von hochkomplexen 3D-Programmen millimetergenau zu vermessen und am Computer 1:1 und äußerst naturgetreu nachzustellen. Aus den erfassten Daten werden spezielle Gussformen erstellt, mit denen sehr realistische Gummifische einzeln von Hand gegossen werden. Dem hierbei verwendeten Flüssiggummi werden oft Lacke mit Perl- und Glitzereffekten beigemischt, um ein möglichst verführerisches Aussehen zu erlangen.
Um das Abbild einer natürlichen Beute zu perfektionieren, werden in einem letzten Arbeitsschritt durch Auftragen mit einer Airbrushpistole Details wie Schuppen oder biologisch korrekte Farbgebung herausgearbeitet.